# Tetróxido de chumbo
O tetróxido de chumbo, também conhecido como mínio ou zarcão, é um composto químico de fórmula  (Pb3O4).
O zarcão apresenta-se como um pó vermelho insolúvel em água e em ácidos. Empregado na fabricação de baterias e de vidros-cristais.
A "tinta zarcão" era uma emulsão em óleo empregada em razão das suas propriedades anticorrosivas, normalmente aplicadas em superfícies de ferro, como proteção contra a ferrugem. Hoje esse emprego é limitado devido à sua toxicidade e as tintas ditas zarcão comercializadas empregam outros pigmentos.